# 市道165號
市道165號 後庄－官田 ，是位於臺灣嘉義縣、臺南市兩縣市之間的南北向市（縣）道。北起嘉義縣中埔鄉後庄，南至臺南市官田區隆田，全長共計37.107公里（公路總局資料）。

## 歷史沿革
- 1961年公告縣道165號 嘉義－官田，總長40.369公里，北起嘉義台1線262k+882處，南至官田台1線301k+728處，另有一支線縣道165甲 後庄－中埔 ，總長7.620公里，西起後庄165線3k+878，東至中埔台3線304k+330。
- 1976年165線0k~3k+878併入台18線，改稱後庄－官田，甲線廢止，後庄－頂六併入台18線，頂六－中埔改編為嘉135線。
- 2013年起縣道165號在臺南市境內路段改制為市道165號；嘉義縣部份則不變。

## 行經行政區域
| 嘉義縣 | 中埔鄉 | 後庄       | 0.000  | 台18線       | 公路起點            |
| 嘉義縣 | 中埔鄉 | 公館       | －     | 嘉138-1線    | 嘉138-1線起點       |
| 嘉義縣 | 中埔鄉 | 嘉義交流道 | 2.400  | 台82線       |                     |
| 嘉義縣 | －     |            |        |              |                     |
| 嘉義縣 | 水上鄉 | 檳榔樹角   | －     | 嘉138線      | 嘉138線起點         |
| 嘉義縣 | 水上鄉 | 中庄       | －     | 嘉136線      | 嘉136線起點         |
| 嘉義縣 | 水上鄉 | 中庄       | 4.442  | 縣道168號    | 縣道168號終點       |
| 嘉義縣 | 水上鄉 | 石仔缸     | －     | （地區道路） |                     |
| 5.454  |        |            |        |              |                     |
| 臺南市 | 白河區 | 瓦磘坑     | －     | （地區道路） |                     |
| 臺南市 | 白河區 | 內角       | 7.334  | 南86線       | 南86線終點          |
| 臺南市 | 白河區 | －         |        |              |                     |
| 臺南市 | 白河區 | 大厝       | －     | 南86-2線     | 南86-2線終點        |
| 臺南市 | 白河區 | －         |        |              |                     |
| 臺南市 | 白河區 | 竹子門     | －     | 南90線       |                     |
| 臺南市 | 白河區 | 三間厝     | －     | 南92線       | 與南92線共線起點    |
| 臺南市 | 白河區 | 三間厝     | －     | 南92線       | 與南92線共線終點    |
| 臺南市 | 白河區 | 客庄內     | －     | （地區道路） |                     |
| 臺南市 | 白河區 | 白河市區   | －     | （地區道路） |                     |
| 臺南市 | 白河區 | 頂秀祐     | －     | 南89線       | 南89線終點          |
| 臺南市 | 白河區 | 白河市區   | 13.300 | 市道172甲線  | 市道172甲線終點     |
| 臺南市 | 白河區 | 白河市區   | 13.680 | 市道172號    | 與市道172號共線起點 |
| 臺南市 | 白河區 | 下秀祐     | 13.680 | 市道172號    | （同上）            |
| 臺南市 | 白河區 | 下秀祐     | －     | 市道172號    |                     |
| 臺南市 | 白河區 | 白河市區   | －     | 市道172號    | 與市道172號共線終點 |
| 臺南市 | －     |            |        |              |                     |
| 臺南市 | 東山區 | 東山市區   | －     | （地區道路） |                     |
| 臺南市 | 東山區 | 東山市區   | －     |              |                     |
| 臺南市 | 東山區 | 東山市區   | －     | 南100線      | 與南100線共線起點   |
| 臺南市 | 東山區 | 東山市區   | 17.032 | 南100線      | 與南100線共線終點   |
| 臺南市 | 東山區 | 東山市區   | －     | 南99線       | 南99線起點          |
| 臺南市 | 東山區 | 鳳尾厝     | －     | （地區道路） |                     |
| 臺南市 | 東山區 | －         |        |              |                     |
| 臺南市 | 東山區 | 北馬       | 19.360 | （地區道路） |                     |
| 臺南市 | 東山區 | 舊社       | －     | 南103線      | 南103線起點         |
| 臺南市 | 東山區 | －         |        |              |                     |
| 臺南市 | 東山區 | 吉貝耍     | －     | （地區道路） |                     |
| 臺南市 | 東山區 | 吉貝耍     | －     |              |                     |
| 臺南市 | 東山區 | 吉貝耍     | －     | 南102線      | 與南102線共線起點   |
| 臺南市 | 東山區 | 吉貝耍     | 20.312 | 南102線      | 與南102線共線終點   |
| 臺南市 | －     |            |        |              |                     |
| 臺南市 | 柳營區 | 小腳腿     | －     | （地區道路） |                     |
| 臺南市 | 柳營區 | 山子腳     | －     | （地區道路） |                     |
| 臺南市 | 柳營區 | 小腳腿     | －     | 南108-1線    | 南108-1線終點       |
| 臺南市 | 柳營區 | 大腳腿     | －     | 南108-1線    | 南108-1線終點       |
| 臺南市 | 柳營區 | 山子腳     | －     | 南108-1線    | 南108-1線終點       |
| 臺南市 | 柳營區 | 大腳腿     | －     | 南108線      | 南108線終點         |
| 臺南市 | 柳營區 | 山子腳     | －     | 南108線      | （同上）            |
| 臺南市 | 柳營區 | 山子腳     | －     | 南106-2線    | 南106-2線起點       |
| 臺南市 | 柳營區 | 山子腳     | 26.971 | 南316線      | 南316線終點         |
| 臺南市 | 柳營區 | 果毅後     | －     | 南106線      | 南106線起點         |
| 臺南市 | 柳營區 | 果毅後     | －     | 南110-2線    | 南110-2線起點       |
| 臺南市 | 柳營區 | 果毅後     | －     | 南81線       | 與南81線共線起點    |
| 臺南市 | 柳營區 | 果毅後     | －     | 南81線       | 與南81線共線終點    |
| 臺南市 | 柳營區 | 果毅後     | －     | 南112線      | 南112線終點         |
| 臺南市 | 柳營區 | 果毅後     | －     |              |                     |
| 臺南市 | 柳營區 | 果毅後     | －     | （地區道路） | 0                   |
| 臺南市 | 六甲區 | 六甲市區   | －     | （地區道路） | 0                   |
| 臺南市 | 六甲區 | 六甲市區   | －     |              |                     |
| 臺南市 | 六甲區 | 六甲市區   | －     | 市道174號    | 與市道174號共線起點 |
| 臺南市 | 六甲區 | 六甲市區   | 30.875 | 市道174號    | 與市道174號共線終點 |
| 臺南市 | 六甲區 | 五甲       | －     | 南318線      |                     |
| 臺南市 | 六甲區 | 七甲       | －     | （地區道路） |                     |
| 臺南市 | 六甲區 | 七甲       | －     | （地區道路） | 0                   |
| 臺南市 | 官田區 | 烏山頭     | －     | （地區道路） | 0                   |
| 臺南市 | 官田區 | 烏山頭     | 32.866 | 市道171號    | 市道171號終點       |
| 臺南市 | 官田區 | 烏山頭     | －     | 南114線      | 南114線終點         |
| 臺南市 | 官田區 | 中脇       | 34.884 | 南119線      | 南119線起點         |
| 臺南市 | 官田區 | 官田市區   | －     | （地區道路） |                     |
| 臺南市 | 官田區 | 官田市區   | －     |              |                     |
| 臺南市 | 官田區 | 官田市區   | －     | 南113線      | 南113線終點         |
| 臺南市 | 官田區 | 官田市區   | －     |              |                     |
| 臺南市 | 官田區 | 官田市區   | －     | （地區道路） |                     |
| 臺南市 | 官田區 | 隆田       | 37.107 | 台1線        | 公路終點            |
| 共線   |        |            |        |              |                     |

## 沿線路名
- 中華路
- 中山路
- 裕農路
- 富民路
- 青葉路
- 中正路

## 沿線設施與景點
- 嘉義縣中埔鄉和興國民小學
- 嘉義交流道（ 台82線）
- 嘉義縣中埔鄉忠和國民小學
- 臺南市白河區內角國民小學
- 臺南市立白河國民中學
- 國立白河高級商工職業學校
- 臺南市東山區東山國民小學
- 臺南市立東山國民中學
- 臺南市東山區吉貝耍國民小學
- 臺南市柳營區果毅國民小學
- 洗布埤
- 臺南市立六甲國民中學
- 臺南市六甲區六甲國民小學
- 臺南市官田區官田國民小學
- 臺南市私立陽明高級工商職業學校